# Satıcılar
Satıcılar (kurd. Bezirgân) ist ein Dorf im Landkreis Diyadin der türkischen Provinz Ağrı mit 418 Einwohnern (Stand: Ende 2024). Satıcılar liegt in Ostanatolien auf 2.020 m über dem Meeresspiegel, ca. 16 km nördlich von Diyadin.
Der ursprüngliche Name von Satıcılar (türkisch für Verkäufer) lautet Bezirgân. Bezirgân ist kurdischer oder persischer Herkunft und bedeutet in beiden Sprachen "Händler". Die Umbenennung erfolgte nach 1945. Die Volkszählung von 1945 führt das Dorf noch in der Form Bezirgan auf. Der Name Bezirgan ist beim Katasteramt registriert.
1945 lebten im damaligen Bezirgan 96 Menschen.96 1985 lebten in Satıcılar 1.123 Menschen und 2009 hatte die Ortschaft 622 Einwohner.